# Distritos de Sofía
Sofía es la capital de Bulgaria, un estado altamente centralizado tanto política, administrativa como económicamente, por lo que Sofía es una unidad administrativa nacional de propio derecho. No debe ser confundido con la Provincia de Sofía, que rodea, pero no incluye la propia ciudad. Además de la ciudad propiamente dicha, los 24 distritos de Sofía abarcan otras tres localidades y 34 pueblos. Cada uno de ellos tiene su propio alcalde de distrito que es elegido en elecciones populares. El jefe del municipio de Sofía es su alcalde y los miembros de la Asamblea son elegidos cada cuatro años.

## Localización
| Distritos compuestos solo de zonas de la ciudad | Distritos compuestos de zonas de la ciudad con otros lugares | Localización    |
| --- | --- | --------------- |
| 1. Sredets 2. Krasno Selo 3. Vazrázhdane 4. Obórishte 5. Sérdika 6. Podúyane 7. Slátina 8. Ízgrev 9. Lózenets 10. Triáditsa 11. Krasna Poliana 12. Ilinden 13. Nadezhda 15. Mladost 16. Studentski 19. Liulin | 17. Vítosha (Vladaya, Marcháevo) 20. Vrábnitsa (Volúyak, Mrámor) 14. Ískar (Búsmantsi) 22. Kremíkovtsi (Bújovo, Zheliava, Yana, Gorni Bogrov, Dolni Bogrov) 18. Ovcha Kúpel (Malo Búchino) Estatus especial 24. Bankia (Ivániane, Klisura) 21. Novi Ískar 23. Pancharevo (Pancharevo, Bístritsa, Kokáliane, German, Zheléznitsa, Lozen, Dolni Pasarel, Plana, Kazíchene y Krívina) | Райони на София |

## Población
| #           | Nombre         | Paro | Población | Tipo     |
| ----------- | -------------- | ---- | --------- | -------- |
| 1           | Bankia         | 10.4 | 9,186     | Ciudad   |
| 2           | Vítosha        | 3.5  | 42,953    | Barrio   |
| 3           | Vrábnitsa      | 4.6  | 47,417    | Distrito |
| 4           | Vazrázhdane    | 5.3  | 47,794    | Distrito |
| 5           | Ízgrev         | 3.1  | 33,611    | Distrito |
| 6           | Ilinden        | 4.5  | 37,256    | Distrito |
| 7           | Ískar          | 3.9  | 69,896    | Distrito |
| 8           | Krasna Poliana | 9.2  | 65,442    | Distrito |
| 9           | Krasno Selo    | 3.7  | 72,302    | Distrito |
| 10          | Kremíkovtsi    | 5.8  | 23,599    | Barrio   |
| 11          | Lózenets       | 3.3  | 45,630    | Distrito |
| 12          | Liulin         | 5.4  | 120,897   | Distrito |
| 13          | Mládost        | 4.2  | 110,852   | Distrito |
| 14          | Nadezhda       | 3.8  | 77,000    | Distrito |
| 15          | Novi Ískar     | 4.5  | 26,544    | Ciudad   |
| 16          | Ovcha Kúpel    | 3.8  | 47,380    | Distrito |
| 17          | Obórishte      | 2.8  | 36,000    | Distrito |
| 18          | Pancharevo     | 5.3  | 24,342    | Barrio   |
| 19          | Podúyane       | 4.5  | 85,996    | Distrito |
| 20          | Sérdika        | 3.6  | 52,918    | Distrito |
| 21          | Slatina        | 4.1  | 65,772    | Distrito |
| 22          | Studentski     | 2.9  | 50,368    | Distrito |
| 23          | Sredets        | 4.0  | 41,000    | Distrito |
| 24          | Triáditsa      | 3.7  | 65,000    | Distrito |
|             | TOTAL          | 4.5  | 1 299 155 |          |
| Fuente: NSI |                |      |           |          |